# La apariencia de las cosas
La apariencia de las cosas (título original en inglés: Things Heard & Seen) es una película de suspense estadounidense de 2021 escrita y dirigida por Shari Springer Berman y Robert Pulcini. Basada en la novela All Things Cease to Appear de Elizabeth Brundage, contó con los papeles protagónicos de Amanda Seyfried, James Norton, Karen Allen, Rhea Seehorn y Natalia Dyer y fue estrenada el 29 de abril de 2021 en la plataforma Netflix.

## Sinopsis
Catherine Clare es una restauradora de arte que vive junto a su esposo George y su hija Franny en una casa de campo. Allí empieza a sentir una extraña presencia acechando, que le da a entender que hay un espíritu en la casa. Un día encuentra una Biblia y descubre una inscripción en la que aparece el árbol geneológico de las familias que han vivido allí, con un nombre tachado al final de la lista de quien probablemente está vagando entre ambos mundos y trata desesperadamente de darle a Catherine una advertencia sobre la verdadera personalidad de su esposo.

## Reparto

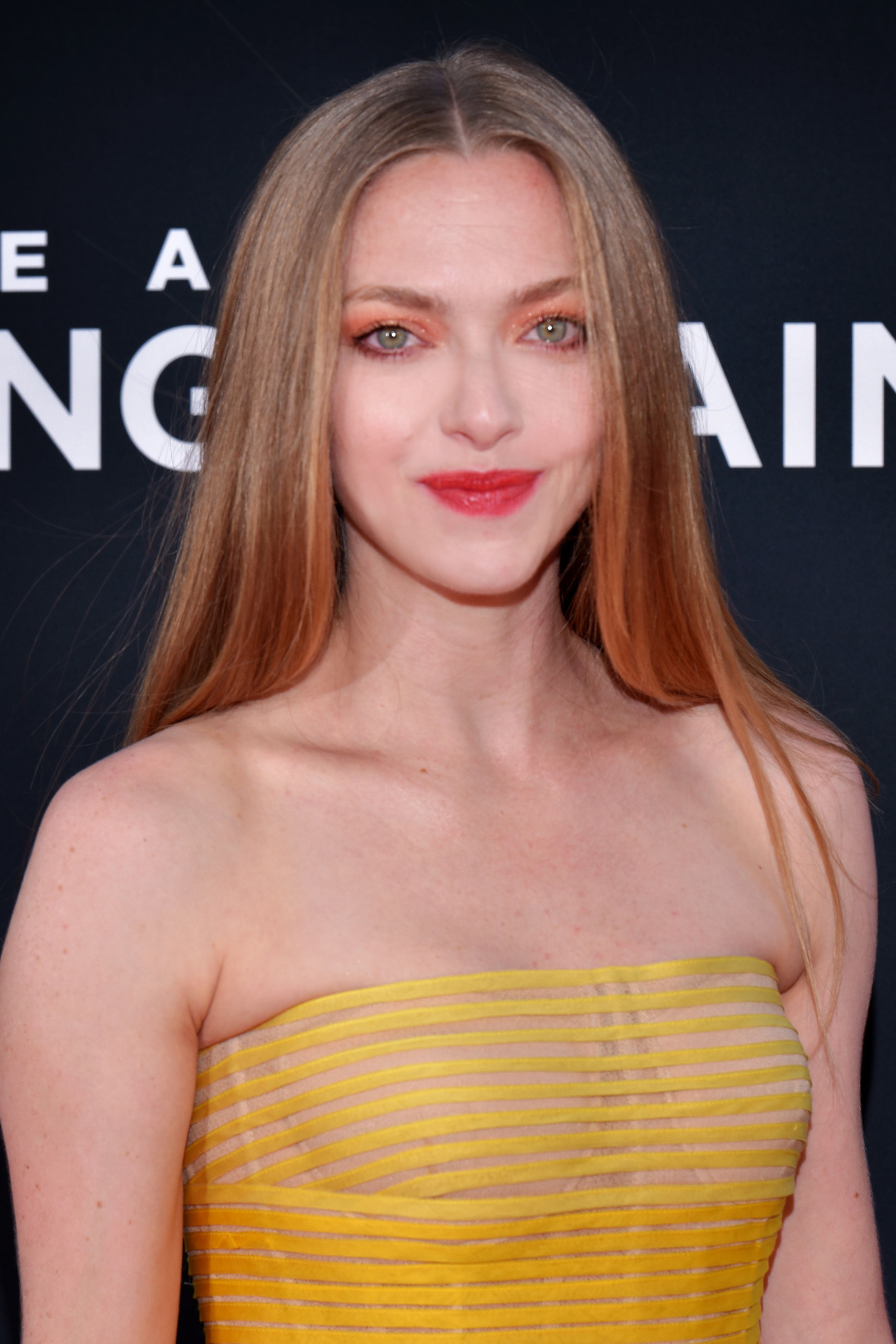
Amanda Seyfried protagonizó el filme

- Amanda Seyfried es Catherine Claire
- James Norton es George Claire
- Natalia Dyer es Willis Howell
- Rhea Seehorn es Justine Sokolov
- Alex Neustaedter es Eddy Vayle
- Michael O'Keefe es Travis Laughton
- Karen Allen es Mare Laughton
- Jack Gore es Cole Vayle
- F. Murray Abraham es Floyd DeBeers
- Emily Dorsch es Ella Vayle

## Recepción
En Rotten Tomatoes, el filme tiene una aprobación del 37% basada en 60 reseñas. El consenso del sitio indica: «El terror de La apariencia de las cosas se ve abrumado por una adaptación banal y poco inspirada que no logra conectar con su inquietante material de origen». En Metacritic tiene una puntuación de 49 sobre 100 basada en 22 críticas.